# Knjižnica Jožeta Mazovca
Knjižnica Jožeta Mazovca je osrednja splošna knjižnica s sedežem na Zaloški 61 (Ljubljana); ustanovljena je bila leta 1968.
Poimenovana je bila po Jožetu Mazovcu. Ima dislocirane enote: Polje, Nove Fužine, Zalog in Nove Jarše.
Z ustanovitvijo Mestne knjižnice Ljubljana je knjižnica izgubila samostojni status in postala organizacijska enota.